# Blizin
Blizin – wieś w Polsce położona w województwie łódzkim, w powiecie piotrkowskim, w gminie Wola Krzysztoporska. 
W latach 1975–1998 miejscowość administracyjnie należała do województwa piotrkowskiego.
Według Słownika geograficznego Królestwa Polskiego, w 1827 roku Blizin posiadał 21 domostw i 140 mieszkańców.
5 września 1939 wkraczający do wsi żołnierze Wehrmachtu zamordowali dwóch mieszkańców, Walentego Ciesielczyka i Antoniego Masiorka.